# Gro Hammerseng
Gro Hammerseng (n. la 10 aprilie, 1980 în Gjøvik) este o jucătoare de handbal norvegiană. În prezent ea joacă la echipa Larvik HK. Ea este căpitanul naționalei Norvegiei.
De-a lungul carierei Hammerseng a jucat pentru cluburile Vardal IF, Raufoss IL și Gjøvik og Vardal.
Sportiva a debutat în naționala Norvegiei în anul 2000 într-un meci disputat împotriva reprezentativei similare a Poloniei. Ea a condus această echipă de două ori spre medalia de aur a Campionatelor Europene (2004 și 2006). Până la data de 24 august 2008 Hammerseng a jucat 147 de meciuri pentru națională, marcând 585 de goluri.
În timpul Jocurilor Olimpice de vară din 2008 Hammerseng s-a alăturat mai multor atleți norvegieni într-o campanie lansată de organizația Amnesty International, menită să atragă atenția asupra nerespectării drepturilor omului din China.
Hammerseng a fost declarată Jucătoarea anului 2007 de către Federația Internațională de Handbal.
Sportiva a fost căpitanul naționalei norvegiene care a câștigat medalia de aur în cadrul Jocurilor Olimpice de vară din 2008.
Gro Hammerseng a avut o relație sentimentală timp de 5 ani cu colega sa de echipă de club și națională Katja Nyberg, relație care a luat sfârșit în august 2010.